# James Brown (Leichtathlet)
James Brown (James R. „Jim“ Brown; * 4. August 1909 in Cranbrook; † 6. Juli 2000 in Edmonton) war ein kanadischer Sprinter.
Bei den British Empire Games 1930 in Hamilton gewann er Gold mit der kanadischen 4-mal-110-Yards-Stafette, und bei den Olympischen Spielen 1932 in Los Angeles kam er mit der kanadischen Mannschaft in der 4-mal-100-Meter-Staffel auf den vierten Platz.
1930 stellte er mit 10,6 s seine persönliche Bestzeit über 100 m auf.